# Dřešín
Dřešín falu és önkormányzat (obec) Csehország Dél-csehországi kerületének Strakonicei járásában. Területe 8,92 km², lakosainak száma 303 (2008. 12. 31). A falu Strakonicétől mintegy 15 km-re délnyugatra, České Budějovicétől 56 km-re nyugatra, és Prágától 114 km-re délnyugatra fekszik.
A település első írásos említése 1407-ből származik.

## Az önkormányzathoz tartozó települések
- Dřešín
- Dřešínek
- Hořejšice
- Chvalšovice

## Népesség
A település népessége az elmúlt években az alábbi módon változott:
| Lakosok száma | 788  | 677  | 681  | 471  | 314  | 265  | 320  | 324  | 319  | 331  |
|               | 1869 | 1890 | 1921 | 1950 | 1980 | 2001 | 2017 | 2019 | 2022 | 2024 |